# 花田囍事2010
《花田囍事2010》，是一部2010年香港賀歲喜劇電影，在中國杭州拍攝，於2010年農曆新年上映。
整套電影的內容主要是根據1993年上映同名電影《花田囍事》而編寫的，不過跟之前的系列相比，本片除了黃百鳴、吳君如、夏春秋外，演員陣容完全不同。

## 演員

### 黃家
| 演員   | 角色   | 關係/暱稱                                              |
| 黃百鳴 | 黃百萬 | 吳溫柔筆友兼冤家，筆名高柏飛 黃鶯之父                  |
| 熊黛林 | 黃 鶯  | 跳海自殺失敗並和遺珠公主調轉身份 黃百萬之女 吳上進之妻 |

### 吳家
| 演員   | 角色   | 關係/暱稱                                          |
| 林 雪  | 吳發達 | 吳溫柔之兄 吳上進之父                              |
| 吳君如 | 吳溫柔 | 黃百萬筆友兼冤家，筆名何里玉 吳發達之妹 吳上進姑姐 |
| 潘粵明 | 吳上進 | 吳發達之子 黃鶯之夫                                |

### 皇宮
| 演員             | 角色     | 關係/暱稱                       |
| 古天樂           | 蒼 海    | 皇上 吳溫柔好友                 |
| 李香琴           | 皇太后   | 皇上之母                        |
| 田蕊妮           | 皇       | 蒼海之妻                        |
| Angelababy(楊穎) | 遺珠公主 | 失憶並和黃鶯調轉身份 麥炳榮之妻 |
| 夏春秋           | 小春子   | 太監                            |

### 其他演員
| 演員   | 角色   | 關係/暱稱                          |
| 鄭中基 | 麥炳榮 | 化名榮炳麥 中原大將軍 遺珠公主之夫 |
| 林子聰 | 淪 進  | 麥炳榮手下                         |
| 朱咪咪 | 索瑪莉 | 汪洋大盜                           |
| 劉浩龍 | 港 男  | man boy                            |
| 飛 燕  | 王麗娜 | 三太皇后                           |

## 外部連結
- 花田囍事2010的Facebook專頁
- 開眼電影網上《花田囍事2010》的資料（繁體中文）
- 香港影庫上《花田囍事2010》的資料（繁體中文）
- 时光网上《花田囍事2010》的資料（简体中文）
- 豆瓣电影上《花田囍事2010》的資料 （简体中文）
- 爛番茄上《花田囍事2010》的資料（英文）
- AllMovie上《花田囍事2010》的资料（英文）
- 互联网电影数据库（IMDb）上《花田囍事2010》的资料（英文）